# Mistrovství Evropy v atletice 1974
11. mistrovství Evropy v atletice se uskutečnilo ve dnech 2. – 8. září 1974 v italském Římě na stadionu Stadio Olimpico, kde se konalo mimo jiné také druhé MS v atletice v roce 1987. Již v roce 1960 na tomto stadionu probíhaly atletické disciplíny Letních olympijských her.
Na programu bylo celkově 39 disciplín (24 mužských a 15 ženských). Na tomto šampionátu měly ženy poprvé v historii na programu běh na 3000 metrů. Českoslovenští atleti vybojovali celkově pět medailí (tři stříbrné a dvě bronzové). Několik dalších atletů postoupilo do finále. Dvojí zastoupení mělo Československo ve finále ženské výšky. Miloslava Hübnerová skončila pátá, Mária Mračnová osmá. Sedmé místo obsadil trojskokan Jiří Vyčichlo, koulař Jaroslav Brabec a Stanislav Hoffman v běhu na 5000 metrů.

## Medailisté

### Muži
| Soutěž            | Zlato                                                                              | Stříbro                                                                              | Bronz                                                                        |
| ----------------- | ---------------------------------------------------------------------------------- | ------------------------------------------------------------------------------------ | ---------------------------------------------------------------------------- |
| 100 m             | Valerij Borzov 10,27                                                               | Pietro Mennea 10,34                                                                  | Klaus-Dieter Bieler 10,35                                                    |
| 200 m             | Pietro Mennea 20,60                                                                | Manfred Ommer 20,76                                                                  | Hans-Jürgen Bombach 20,83                                                    |
| 400 m             | Karl Honz 45,04                                                                    | David Jenkins 45,67                                                                  | Bernd Herrmann 45,78                                                         |
| 800 m             | Luciano Sušanj 1:44,07                                                             | Steve Ovett 1:45,77                                                                  | Markku Taskinen 1:45,89                                                      |
| 1500 m            | Klaus-Peter Justus 3:40,55                                                         | Thomas Hansen 3:40,75                                                                | Thomas Wessinghage 3:41,10                                                   |
| 5000 m            | Brendan Foster 13:17,21                                                            | Manfred Kuschmann 13:23,93                                                           | Lasse Virén 13:24,57                                                         |
| 10 000 m          | Manfred Kuschmann 28:25,75                                                         | Tony Simmons 28:25,79                                                                | Giuseppe Cindolo 28:27,05                                                    |
| Maraton           | Ian Thompson 2.13:19                                                               | Eckhard Lesse 2.14:57                                                                | Gaston Roelants 2.16:30                                                      |
| 110 m překážek    | Guy Drut 13,40                                                                     | Mirosław Wodzyński 13,67                                                             | Leszek Wodzyński 13,71                                                       |
| 400 m překážek    | Alan Pascoe 48,82                                                                  | Jean-Claude Nallet 48,94                                                             | Jevgenij Gavrilenko 49,32                                                    |
| 3000 m překážek   | Bronisław Malinowski 8:15,04                                                       | Anders Gärderud 8:15,41                                                              | Michael Karst 8:17,91                                                        |
| Štafeta 4 × 100 m | Francie 38,69 Lucien Sainte-Rose Joseph Arame Bruno Cherrier Dominique Chauvelot   | Itálie 38,88 Vincenzo Guerini Norberto Oliosi Luigi Benedetti Pietro Mennea          | NDR 38,99 Manfred Kokot Michael Droese Hans-Jürgen Bombach Siegfried Schenke |
| Štafeta 4 × 400 m | Spojené království 3:03,33 Glendon Cohen William Hartley Alan Pascoe David Jenkins | Západní Německo 3:03,52 Hermann Köhler Horst-Rüdiger Schlöske Karl Honz Rolf Ziegler | Finsko 3:03,57 Stig Lönnqvist Ossi Karttunen Markku Taskinen Markku Kukkoaho |
| Chůze na 20 km    | Vladimir Golubničij 1.29:30                                                        | Bernd Kannenberg 1.29:38                                                             | Roger Mills 1.32:34                                                          |
| Chůze na 50 km    | Christoph Höhne 3.59:06                                                            | Otto Bartsch 4.02:39                                                                 | Peter Selzer 4.04:28                                                         |
| Skok do výšky     | Jesper Tørring 2,25 m                                                              | Kęstutis Šapka 2,25 m                                                                | Vladimír Malý 2,19 m                                                         |
| Skok o tyči       | Vladimir Kiškun 5,35 m                                                             | Władysław Kozakiewicz 5,35 m                                                         | Jurij Isakov 5,30 m                                                          |
| Skok daleký       | Valerij Pidlužnyj 8,12 m                                                           | Nenad Stekić 8,05 m                                                                  | Jevgenij Sčubin 7,98 m                                                       |
| Trojskok          | Viktor Sanějev 17,23 m                                                             | Carol Corbu 16,68 m                                                                  | Andrzej Sontag 16,61 m                                                       |
| Vrh koulí         | Hartmut Briesenick 20,50 m                                                         | Ralf Reichenbach 20,38 m                                                             | Geoffrey Capes 20,21 m                                                       |
| Hod diskem        | Pentti Kahma 63,62 m                                                               | Ludvík Daněk 62,76 m                                                                 | Ricky Bruch 62,00 m                                                          |
| Hod kladivem      | Alexej Spiridonov 74,20 m                                                          | Jochen Sachse 74,00 m                                                                | Reinhard Theimer 71,62 m                                                     |
| Hod oštěpem       | Hannu Siitonen 89,58 m                                                             | Wolfgang Hanisch 85,46 m                                                             | Terje Thorslund 83,68 m                                                      |
| Desetiboj         | Ryszard Skowronek 8 207 bodů                                                       | Yves Leroy 8 146 bodů                                                                | Guido Kratschmer 8 132 bodů                                                  |

### Ženy
| Soutěž            | Zlato                                                                                | Stříbro                                                                                               | Bronz                                                                                              |
| ----------------- | ------------------------------------------------------------------------------------ | --- | -------------------------------------------------------------------------------------------------- |
| 100 m             | Irena Szewińská 11,13                                                                | Renate Stecherová 11,23                                                                               | Andrea Lynchová 11,28                                                                              |
| 200 m             | Irena Szewińská 22,51                                                                | Renate Stecherová 22,68                                                                               | Mona-Lisa Pursiainenová 23,17                                                                      |
| 400 m             | Riitta Salinová 50,14                                                                | Ellen Streidtová 50,69                                                                                | Rita Wildenová 50,88                                                                               |
| 800 m             | Liljana Tomovová 1:58,14                                                             | Gunhild Hoffmeisterová 1:58,81                                                                        | Mariana Sumanová 1:59,84                                                                           |
| 1500 m            | Gunhild Hoffmeisterová 4:02,25                                                       | Liljana Tomovová 4:04,97                                                                              | Grete Andersenová 4:05,21                                                                          |
| 3000 m            | Nina Holménová 8:55,10                                                               | Ljudmila Braginová 8:56,09                                                                            | Joyce Smithová 8:57,39                                                                             |
| 100 m překážek    | Annelie Ehrhardtová 12,66                                                            | Annerose Fiedlerová 12,89                                                                             | Teresa Nowaková 12,91                                                                              |
| Štafeta 4 × 100 m | NDR 42,51 Doris Maletzkiová Renate Stecherová Christina Heinichová Bärbel Eckertová  | Západní Německo 42,75 Elfgard Schittenhelmová Annegret Kronigerová Annegret Richterová Inge Heltenová | Polsko 43,48 Ewa Długołęcká Danuta Jędrejeková Barbara Bakulinová Irena Szewińská                  |
| Štafeta 4 × 400 m | NDR 3:25,21 Brigitte Rohdeová Waltraud Dietschová Angelika Handtová Ellen Streidtová | Finsko 3:25,70 Marika Eklundová Mona-Lisa Pursiainenová Pirjo Wilmiová Riitta Salinová                | Sovětský svaz 3:26,10 Inta Klimovičová Ingrida Barkaneová Naděžda Kolesnikovová Natalia Sokolovová |
| Skok do výšky     | Rosemarie Witschasová 1,95 m                                                         | Milada Karbanová 1,91 m                                                                               | Sara Simeoniová 1,89 m                                                                             |
| Skok daleký       | Ilona Bruzsenyáková 6,65 m                                                           | Eva Šuranová 6,60 m                                                                                   | Pirkko Heleniusová 6,59 m                                                                          |
| Vrh koulí         | Naděžda Čižovová 20,78 m                                                             | Marianne Adamová 20,43 m                                                                              | Helena Fibingerová 20,33 m                                                                         |
| Hod diskem        | Faina Melniková 69,00 m                                                              | Argentina Menisová 64,62 m                                                                            | Gabriele Hinzmannová 62,50 m                                                                       |
| Hod oštěpem       | Ruth Fuchsová 67,22 m                                                                | Jacqueline Todtenová 62,10 m                                                                          | Nataša Urbančičová 61,66 m                                                                         |
| Ženský pětiboj    | Nadija Tkačenková 4 776 bodů                                                         | Burglinde Pollaková 4 678 bodů                                                                        | Zoja Spasovchodská 4 550 bodů                                                                      |

## Medailové pořadí
| Umístění | Stát                             | Zlato | Stříbro | Bronz | Celkem |
| -------- | -------------------------------- | ----- | ------- | ----- | ------ |
| 1.       | Německá demokratická republika   | 10    | 12      | 5     | 27     |
| 2.       | Sovětský svaz                    | 9     | 3       | 5     | 17     |
| 3.       | Spojené království               | 4     | 3       | 4     | 11     |
| 4.       | Polsko                           | 4     | 2       | 4     | 10     |
| 5.       | Finsko                           | 4     | 1       | 5     | 10     |
| 6.       | Francie                          | 2     | 2       | 0     | 4      |
| 7.       | Západní Německo                  | 1     | 5       | 6     | 12     |
| 8.       | Itálie                           | 1     | 2       | 2     | 5      |
| 9.       | SFR Jugoslávie                   | 1     | 1       | 1     | 3      |
| 10.      | Bulharská lidová republika       | 1     | 1       | 0     | 2      |
| 10.      | Dánsko                           | 1     | 1       | 0     | 2      |
| 12.      | Maďarská lidová republika        | 1     | 0       | 0     | 1      |
| 13.      | Československo                   | 0     | 3       | 2     | 5      |
| 14.      | Rumunská socialistická republika | 0     | 2       | 1     | 3      |
| 15.      | Švédsko                          | 0     | 1       | 1     | 2      |
| 16.      | Norsko                           | 0     | 0       | 2     | 2      |
| 17.      | Belgie                           | 0     | 0       | 1     | 1      |